# Ломовская (платформа)
Ломовская — Остановочный пункт на Горьковской Железной Дороге в деревне Ломовская, Киров.
Расположена между станциями Киров и Чухломинский.
От платформы отходят три направления:
Ломовская — Чухломинский. Двухпутный электрифицированный участок.
Ломовская — Киров Пассажирский. Двухпутный электрифицированный участок.
Ломовская — Киров Котласский. Однопутный неэлектрифицированный участок.